# 地球物理學院
阿拉斯加大學菲爾班克斯分校的地球物理學院主導在太空物理和高層大氣物理與化學的研究：包括大氣科學、雪、冰、永久凍土、地震學、火山學、構造地質學(大地構造學)和沉積學(沉積法)等研究。它是在1946年由美國國會創辦，該學院包括幾個重要的設施：

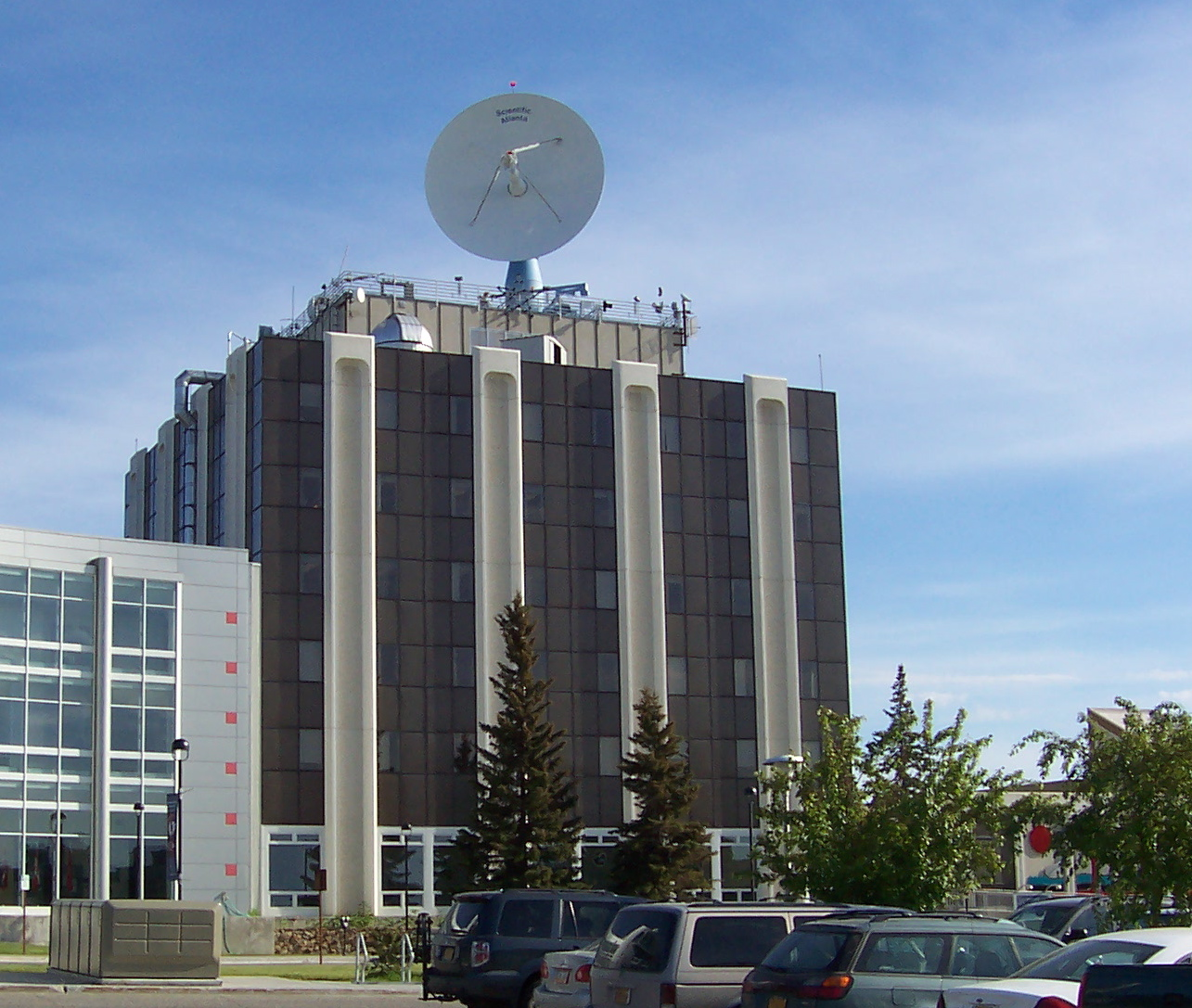
在夏天的C.T. Elvey建築

- 阿拉斯加地震資料中心
- 阿拉斯加衛星機構
- 阿拉斯加火山觀測所
- 樸克坪研究基地：一個火箭發射場

## 外部連結
- Geophysical Institute official website（页面存档备份，存于）
- Alaska Earthquake Information Center（页面存档备份，存于）
- Alaska Satellite Facility（页面存档备份，存于）
- Alaska Volcano Observatory（页面存档备份，存于）

64°51′34″N 147°50′59″W / 64.85944°N 147.84972°W